# Scottish Football Union
La Scottish Football Union était une compétition de football en Écosse qui a existé de 1906 jusqu'au début de la Première Guerre mondiale. Elle a été créée le 6 juillet 1906 après la disparition de la Scottish Football Alliance, par des clubs membres de cette dernière rejoints par quelques-uns provenant de la Scottish Football Combination.
Les membres fondateurs sont : Alloa Athletic, Bathgate, Bo'ness, Broxburn, Heart of Midlothian 'A', Kilmarnock 'A', King's Park, Rangers 'A', Renton, Royal Albert, Saint Mirren 'A' et Stenhousemuir.
Cette compétition était souvent vue comme la plus relevée de l'époque, après évidemment les championnats organisés par la Scottish Football League. Les dernières saisons connurent toutefois un début de déclin avant de s'arrêter totalement au cours de la saison 1914-15, à cause du déclenchement de la Première Guerre mondiale.

## Membres
- Alloa Athletic : 1906-09
- Armadale : 1910–11
- Bathgate : 1906–09
- Beith : 1909-10 puis 1912-15
- Bo'ness : 1906-08
- Broxburn : 1906–11
- Dumbarton Harp : 1908-12
- Dykehead : 1909–15
- Falkirk 'A' : 1907–09
- Galston : 1909-13
- Heart of Midlothian 'A' : 1906-07
- Hurlford : 1912-15
- Johnstone : 1908-12
- Kilmarnock 'A' : 1906-09
- King's Park : 1906-09
- Peebles Rovers : 1909-12 puis 1914-15
- Port Glasgow Athletic : 1911-12
- Queen's Park Victoria XI : 1911-15
- Rangers 'A' : 1906-08
- Renton : 1906-15
- Royal Albert : 1906-15
- Saint Mirren 'A' : 1906-09
- Scottish Amateurs : 1913-15
- Stenhousemuir : 1906-08 puis 1910-11
- West Calder Swifts : 1907-10
- Wishaw Thistle (en) : 1911-15

### Champions
- 1906-07 : Rangers 'A'
- 1907-08 : Bathgate
- 1908-09 : Falkirk 'A'
- 1909-10 : Dumbarton Harp
- 1910-11 : Peebles Rovers
- 1911-12 : Galston
- 1912-13 : Dykehead
- 1913-14 : Queen's Park Victoria XI
- 1914-15 : compétition non terminée